# Iñaki Arteta
Iñaki Arteta Orbea (Bilbao, 1959) és un fotògraf i director de cinema basc. Va estudiar Arquitectura Tècnica a la Universitat de Barcelona. En 1986 va començar a treballar com fotògraf, dedicant-se al fotoperiodisme, la publicitat, i el cinema. Va col·laborar amb el diari Deia i l'agència de notícies COVER. Ha estat guionista, director i productor de documentals i curtmetratges. A principis dels 90 va començar a col·laborar amb grups pacifistes, i en 1996 va realitzar el seu primer anunci publicitari en contra de la violència d'ETA. Des de llavors ha continuat amb la seva tasca en contra de la violència i en suport a la memòria de les víctimes d'ETA. Ha estat guardonat amb la Medalla al Mèrit Constitucional.

## Llibres de fotografia
"Euskadi 77-87", "Fotógrafos Margen Izquierda", "Discover: aprendiendo a vivir" i "Bizkaia".

## Filmografia
- Curtmetratges:
  - Material sensible (1988).
  - Amor impasible (1992).
  - Buenas noches (1997).
  - Sin libertad (2001).
- Documentals:
  - Voces sin libertad (2004)
  - Agustín Ibarrola. Entre el arte y la libertad (2004).
  - Trece entre mil (2005).
  - El infierno vasco (2008).
- Guions:
  - Euskadi Sur.
  - Tres.
  - Vivir sin miedo.

## Premis més destacats
- "Voces sin libertad": Millor director de documental (New York International Independent Film & Video Festival 2002). Platinum Award (WorldFest 2005. Houston-EUA). Finalista a International Documentary Awards (Los Angeles), Hollywood Film Festival, i Prix Europa 2004.
- "Trece entre mil": Segon premi de la secció d'Història de la SEMINCI de Valladolid 2005. Finalista dels premis Goya 2006 al millor documental (Espanya).